# デーブ・スペクター
デーブ・スペクター（英語：Dave Spector、 - ）は、日本を拠点に活動するアメリカ人テレビプロデューサー、タレント。株式会社スペクター・コミュニケーションズ代表取締役。放送作家、著作家としても活動する。  アメリカ合衆国のイリノイ州シカゴ出身。公称身長170センチメートル。血液型はO型。妻はエッセイスト・コラムニストの京子スペクター。本名、全名はデイヴィッド・マーク・スペクター（David Mark “Dave” Spector）。 

## 経歴

### 生い立ち
イリノイ州シカゴに誕生する。幼少時代は子役としてアメリカでケロッグのコーンフレークのコマーシャルなどの大手企業のテレビCMに出演していた。
小学5年生の頃、日本から転校してきたワタル君という日本人少年と親しくなったことがきっかけで日本語を勉強するようになる。加えて日本の文化にも興味を持ち始めると、アメリカで学校生活を送りながら日本の漫画、歌番組、映画などに触れる機会にも恵まれた。
シカゴにあるレーン工科高校を卒業。学生数6000人のマンモス高校だった。最後の学年の時、共学化され300人前後の女子が入学してきて学内が大騒ぎになったと述懐する。

### 日本留学
上智大学に留学し、シカゴの放送学校（Institute of Broadcast Arts、IBA）を卒業した。
シカゴのコメディ劇団セカンド・シティに所属したり、コメディ・ライターとして活躍した後、ABCテレビの番組プロデューサー及び番組内における日本特派員として再来日する。

### 放送作家活動
その来日中の1980年代前半に『笑っていいとも!』（フジテレビ）で「デーブ・雄三・スペクター」名でデビュー。『おもしろプレヌーン』（テレビ東京）で日本のテレビに初出演。巧みな話術に注目が集まり、徐々に外国人タレントとしての活動に軸足を置くようになり、ドラマやCMなどにも活動の場を広げる。
またそれ以降、「ダジャレを発するアメリカ人」としてバラエティで重用される一方、各種情報番組のコメンテーターとしても活躍し、オリコン2009年「好きなコメンテーター」ランキングで1位を獲得。2025年、好きな外国人タレントランキング１位に指名される。彼の代名詞とも言えるアメリカン・ジョークと、そこに潜ませた“的確さ”“知識の豊富さ”が支持され、唯一、全世代にわたりTOP3入りを果たした。ちなみに来日して初めて言ったダジャレは「住めば都はるみ」で、他にも「案ずるより横山やすし」などのダジャレがある。
また、バラエティ番組『夜はタマたマ男だけ!!』（フジテレビ）や、『ひらけ!ポンキッキ』以降の『ポンキッキーズシリーズ』では、構成作家としても携わった。

### コメンテーターとして
1990年代以降のタレント活動はワイドショーのコメンテーターとしての出演が多く、どのニュースにもコメントを行うが、アメリカなど海外の芸能ニュースを得意とし、『とくダネ!』（フジテレビ）や、『ワイド!スクランブル』（テレビ朝日）、『サンデージャポン』（TBS）では海外エンタメニュースを担当。
本人は肩書きを「テレビプロデューサー」としており、『愛する二人別れる二人』（フジテレビ系）に対し「本物はもっと凄い」と、元ネタになった番組『ジェリー・スプリンガー・ショー』の放映権を直接買いに行ったという。東北地方太平洋沖地震（東日本大震災）では「日本で暮らすアメリカ人テレビプロデューサー」としてアメリカのケーブルニュースMSNBCやFOXニュースにコメンテーターとして出演、震災の様子を刻々と伝えた。故郷シカゴの放送局などにも出演。
またスペクター・コミュニケーションズ代表として、海外番組の買い付けビジネスを行っており、マイケル・ジャクソンが亡くなった時は、いち早く各局に映像を提供し、現地報道陣より先に最新情報を手に入れていたとされる。また、海外番組やユニークなCMのほか、海外セレブ、特にアメリカのゴシップ情報（雑誌記事や映像の放映権）を多く買い付け、各局に提供しており、さらにその多くはデーブ自身も出演している。また、アメリカの最新エンタメ情報を収集するため、ロサンゼルスの現地事務所よりエンタメ誌を空輸させている。
タレントを発掘する能力にも長けており、当時関西のテレビ番組に出演していた橋下徹に目をつけ、プロフィールを作って東京の各テレビ局を訪ね、デーブ自ら売り込みをして回り、東京進出に一役買った。
独自で探してきた日本の優れた人や物をアメリカの番組で数多く紹介してきている。今ハリウッドセレブの間で流行っている温水洗浄便座をいち早く米国のメディアで紹介したり、日本の番組を紹介し、それを見たテレビ局が米版の番組を作るきっかけを作った。「風雲!たけし城」や「料理の鉄人」などはデーブが最初にアメリカに紹介した。

## 出自・職業についての諸説
本人のジョーク好きの性格も相まって、デーブには多くの都市伝説が存在する。
埼玉県出身説
埼玉県出身説については、昔より「埼玉県浦和市（現：さいたま市浦和区）出身」や「埼玉県所沢市出身」、「埼玉県川越市出身」などという、具体的な市町村名の地名を含んだ形で幾つかの説が流れていた。また、趣味がダジャレ集めという点も、彼により日本人らしさを感じる要素があるといえる。埼玉県出身説は高田文夫がネタで言ったのを『東京スポーツ』が1面の大見出し（1992年7月9日付）で扱ったことから広まったもので、講演会等で紙面をパネル化したものを披露するなどデーブ自身の持ちネタにもなっている。
Twitterのプロフィールは「自称外人。埼玉県上尾市生まれ説があるが本当はシカゴ出身である。芸能界のウィキリークスとも言われてる」と都市伝説を意識したジョークを含ませたものになっている。
ジョークで僕は英検3級だと言っているが、あまりにも簡単だからと英検3級は最初から受けていない。以前テレビ番組で英検1級を受けたが、正式な受験ではなく、あくまでもテレビ用だった為に後日、正式に英検1級を受けている。なお、番組「情報ライブ ミヤネ屋」（讀賣テレビ放送）に出演した際に、英検1級を取得したことを示唆していた。現在彼のTwitpicで英検1級の合格証明書の画像を見ることが出来る。
テレビ番組の企画で、ある大学の英語の入試問題を解いたことがあり、「（英語の問題文の）その表現は100年前の英語だよ」とコメントした。これは格調高い英文を出題した良問だと評価したのではなく、100年前の英語など古臭くて現在では通用しないと批判したものである。その大学では入試問題の検討をしている。
CIAスパイ説
テレビプロデューサーの肩書きだが、CIAのスパイ説がある。これについては、『笑っていいとも!』に出演していた頃、いいとも青年隊だった久保田篤がデーブの暮らすホテルに遊びに行ったところ、ホテルの部屋にテレビ用機材が多数設置されているのを発見し、「デーブはCIAのスパイなの?」と尋ねたことを本人がギャグにしてしまった、との話がある。
2010年3月24日放送の『シルシルミシル』(テレビ朝日)にて、視聴者から「デーブ・スペクターは何をプロデュースしたのか」という質問について、「スペクター・コミュニケーションズ(海外の映像作品などを仲介する仕事)がいちばん遣り甲斐のある仕事」と答えている。

## エピソード

### ワタル君との出会いと日本語
小学5年生の頃に日本からシカゴの学校に転校してきたワタル君を驚かせようと「郵便局はどこですか?」という日本語を覚え披露したところ、ワタル君は大変に感激し、「日本語（の発音）が上手だ」とほめてくれた。それをきっかけにデーブは日本に対し強い興味を持つようになり、中学生の頃からは少なくとも10個の日本語単語を覚えることが日課となった。
デーブはワタル君が持っていた週刊少年サンデーや週刊少年マガジンなどの少年漫画に興味を持ち、「ワタル君の日本漫画を読みたい」という気持ちが生まれた。日本語を覚えるため、簡単な文章で漢字にルビがふってある『めばえ』、『小学一年生』などの幼児・児童雑誌を活用した。日本の漫画をよく読んでいたことについては、『おそ松くん』に出てくるチビ太がいつも手にしているおでんを見て、それが食べ物であると知るまで「何らかの武器であるに違いない」と信じ込んでいたと語っていることからもうかがえる。ちなみにワタル君とは現在にいたるまで親交が続いている。
他にも、学校の授業が終わったあと週1回1時間の日本語授業を地元の日本人補習校で受け、アメリカ人でありながら卒業生総代となった。また、日本人学生を対象にしたシカゴ日系人会主催の日本語弁論大会で、2年連続優勝を果たしており、当時の状況から日系人でないアメリカ人の子供が日本語弁論大会に優勝すること自体が快挙だった。論文の題は「三島由紀夫の生涯と自殺」であった。
日本語を覚えるのに役立った本として井上靖の小説を挙げている(井上の本を読み始めた時期は不明)。なお現在でも日本語の単語を1日に3つから5つ覚えることを欠かさず、どんな場面においてもコメンテーターとして専門用語を理解し使いこなしている。

### 紅白歌合戦、邦画について
まだテレビの録画技術も発展していない当時、アメリカ在住の日本人駐在員や日系アメリカ人向けに全米巡回で観賞会が開かれていた「NHK紅白歌合戦」の放映会がシカゴに回って来た際には、いっしょに観賞していたという。「君といつまでも」（加山雄三）、「花と蝶」（森進一）にいたっては歌詞を覚えて物真似までしていた。
また日本映画も好きになり、シカゴ在住の日本人が寺を借りて開催していた映画鑑賞会にも参加した。そこで『座頭市』シリーズ、『男はつらいよ』シリーズ、『若大将』シリーズなどの邦画を色々と鑑賞していた。

### 日本での留学生活
一年間の予定で上智大学に留学し、中野坂上で四畳半一間の学生アパートで暮らした。アメリカの生活様式と全く異なったため色々とカルチャーショックを受けたとのこと。家電を買い揃えようとするが当時1ドル＝360円の時代にもかかわらずあっという間に持ち金が底をついた。
日本劇場(現:有楽町マリオン)の前でびっくり箱を売る会社のサクラをやったり、百科事典の訪問販売のバイトなどを経験。トークに自信があったが当時まだ外国人が珍しかった時代で、訪問先の相手がびっくりして玄関のドアを閉められることが多く精神的にキツかったとのこと。また、バイト帰りによく新宿の立ち食いそば屋に寄っていたが金欠のため、大抵はきつねそばを我慢して20円安い70円のかけそばを注文していた。
これらの生活から「苦労ばかりでいいことがない。早くシカゴに帰りたい」と思っていた。しかし後年「今になってみれば色々なことに驚きながらも一つ一つ経験して過ごしたのが良かった。だからこそ僕は本当の意味で日本に馴染むことができたのでしょう」と好意的に受け取れるようになったとのこと。現在(2021年)は「大好きな日本に骨を埋めたいと思っています」と語っている。　

### タレントデビュー
ABCテレビの番組で日本を特集することになり、上司から特派員として数名の社員と共に日本に取材に行くよう告げられる。当初2週間で帰る予定だったが、上司からもうしばらくの間デーブだけ残って日本の情報を送るよう命じられた。
その頃日本では外国人タレントがバラエティ番組などで活躍し始めていたことから、デーブにも『笑っていいとも!』のコーナーゲストとして出演をオファーされた。思い出作りのつもりで出演すると、番組スタッフから“来週も、来週も”とその都度頼まれたことでいつの間にかコーナーレギュラー扱いになり、結局3年間も出演することとなった。その間に他の番組からも声がかかり、タレント活動が忙しくなり現在に至っているとのこと。このためデーブは、「『笑っていいとも!』を収録していた新宿のスタジオアルタは、僕の人生を変えた思い出の場所」としている。

### 結婚
憧れていた加山雄三から取った「ユウゾウ」を名乗り、副業で日本人の旅行案内員をしているときに、ロサンゼルス・リトル・トーキョーの「ホテルニューオータニ・ロサンゼルス」（現在のキョウト・グランド・ホテル・アンド・ガーデンズ）にコンシェルジュとして勤務していた京子と出会い、デーブからアタックして一年の交際を経て1981年に結婚した。ちなみに京子は初めて声をかけてきたデーブについて「日本語がやたらと上手い外国人で胡散臭い」と感想を持ったとのこと。デーブによると結婚して40年になるが、一度も喧嘩をしたことがないという。
アメリカABCテレビの番組の仕事のため、1983年から1987年頃までは日本とアメリカを行き来していたが、仕事の量が日本で増えるようになってからは、活動拠点を東京に移した。なお仕事が忙しいことを理由に妻との間に子供を作らなかったが、そのことを妻に対して申し訳なく思っているという。妻と共にヒルトン東京に長期滞在するホテル生活は十数年に及び、そのユニークな生活スタイルが話題となった。

### 対人エピソード
『コンバット!』の初期8エピソードに出ていたブラドック一等兵役のシェッキー・グリーンは伯父だとWOWOW番組「海外ドラマ60年」内で語った。
アメリカにいる従兄弟のジョン・レイボビッツは、2009年3月にバラク・オバマ政権発足に伴い連邦取引委員会（日本の公正取引委員会にあたる）の委員長に任命された。
シカゴで紅白歌合戦を見ることができたことから、日本の有名歌手もよく知っており、後に美空ひばりや新御三家(郷ひろみ・西城秀樹・野口五郎)などに直接会った時は震えるほど感激したという。
またシカゴの映画鑑賞会で見た邦画の中でも、デーブは特に『座頭市』シリーズのカッコよさに惹かれた。その後来日したある日赤坂プリンスホテルのトイレに入った時にふと横を見るとそこで偶然出会ったのが勝新太郎で、心の中で「座頭市じゃないか！」と驚きと共に感激したとのこと。また、その後加山雄三とも知り合いになった。
ちなみに日本留学時代は、天地真理などのアイドルの追っかけに熱中していた。
2001年9月には横綱曙太郎の断髪式で曙の髷に鋏を入れた。

## その他のエピソード
- Twitterでは延々とダジャレやジョークを呟いており、各メッセージの返信欄では他のユーザーが延々と大喜利を展開している[17]。Twitterでのメッセージは時事問題に対する皮肉も含んでいる。
- 坂本九の葬儀を知ったデーブが、葬儀委員長を務めていた永六輔に、良い詩があるからと『Do not stand at my grave and weep』を翻訳して送り、朗読してほしいと頼み、その詩を永が葬儀で朗読したことにより、日本で『千の風になって』が初めて伝えられた。
- 『週刊文春』で連載していた対談「デーブ・スペクターのTOKYO裁判」に、映画『いまを生きる』のプロモーションのため来日したロビン・ウィリアムズをゲストに迎えた際には、映画の宣伝そっちのけで、その内容の大部分がアメリカン・ジョーク合戦となった。
- 2002年5月6日放送分の『関口宏の東京フレンドパークII』で曙太郎と来園し、ウォールクラッシュ、パニックリンゴスキー、フラッシュザウルス、クイズ!ボディ&ブレイン、ハイパーホッケーと5つのアトラクションに挑戦したが、金貨獲得は0枚で逆グランドスラムを達成した。
- 東京での移動は、地下鉄を利用することが多い。タクシーと違い安価で時間に正確であることのほか、治安が良いこと、また人間観察のために利用する。さらには日本的な広告である吊革広告に対する魅力を感じており、現在の流行を雑誌を読むより早くつかみやすいというのが理由である。そのため移動中に目撃されることも多く、テレビでコメディアンなどが「テレビ局以外であった有名外国人」などのネタにすることもしばしばである。特に関西でやしきたかじんの番組出演時には、そのことでいじられるのが定番のネタであった。
- 民主党のキャッチフレーズとして2009年新語・流行語大賞を受賞した「政権交代」を民主党のフレーズに掲げたほうが良いと鳩山由紀夫に提言、鳩山は後に妻の京子スペクターと会った時に「デーブさんのおっしゃってくださった“政権交代”を使わせて頂いています」と礼を述べたと言う。
- テレビの番組内で、高岡開町400周年事業を記念するフレーム切手やトランプでの『立山連峰』を『立山連邦』と誤植が相次いだことに関して、デーブ・スペクターが「彼らは独立する気なのでしょうか」と述べたことがきっかけで、利長くんを初代大統領とする『立山連邦王国』が誕生した。後日、デーブには連邦議会から「建国の父」の称号と記念品が贈呈された。
- オリコン発表の2009年度好きなコメンテーターランキングで第1位を獲得した。2008年度は総合2位（20代社会人及び30代では1位）、2007年度も総合2位（10代支持は1位）であった。
- 2025年「好きな外国人タレント」ランキング1位獲得
- デーブ・スペクターへのインタビューとしては森達也著『放送禁止歌』（光文社・知恵の森文庫）の第3章（放送禁止歌 日本VSアメリカ「デーブ・スペクターとの対話」）がある。ここでのデーブは権力、あるいはマイノリティーに対するスタンス、想いを率直に吐露している。デーブ・スペクターの素顔が垣間見られる数少ない貴重な資料である。
- ミヤネ屋の企画で『エクスペンダブルズ』のシルベスター・スタローンに直接インタビューを試みた際、続編を作る際に出演してくれそうな役者の名前として、デーブがアーノルド・シュワルツェネッガー・カリフォルニア州知事の名前を挙げ、その理由として「もうすぐ無職（任期終了）になるからね」と英語でジョークを飛ばしていた。その後スタローンとシュワルツェネッガーは2014年公開の映画「大脱走」で共演している。
- 福島第一原子力発電所事故直後に、この問題を扱う番組でコメンテーターとして登場した際、大勢の外国人が日本を離れているが帰国しないのかと問われ「ゴジラが東京に現れたら帰ります」と言い、日本から出国しなかった。また、祖国アメリカにいる親戚や多くの友達からの要請にもかかわらず、決して日本を離れようとせず、間違った情報が海外に発信されていることに心を痛め、正しい情報を海外のメディアに流し続けた。
- 地元シカゴに本拠をおくシカゴ・カブスのファンである。
- 小学校の先輩にハリソン・フォードがいる。
- アメリカン・エキスプレス・センチュリオン・カード(いわゆる、“ブラックカード”)の所持者。
- 12歳から剣道を習い始め、その後初段を取得している[5]。

## 出演

### テレビドラマ
- 大河ドラマ（NHK）山河燃ゆ（1984年） ※エキストラ出演
- 時間ですよ・新春スペシャル 梅の湯はギャグでいっぱい（1989年1月2日、TBS）
- 奇兵隊（1989年12月31日、NTV） - アーネスト・サトウ
- ゴーストスープ GHOST SOUP（1992年12月21日、CX） - マール
- お姉さんの朝帰り（1994年、ANB）- 本人
- 透明人間（1996年5月18日、NTV）
- 裸の大将 第79話「清が見た画家の秘密」（1996年6月2日、KTV） - ジョー小山
- Digital Creators'01 地球大爆破
- 離婚弁護士 第5話（2004年5月13日、CX） - 「ザ・ワイドII」司会者
- 華麗なるスパイ 第2話（2009年7月25日、NTV） - ダラーM
- 13歳のハローワーク 第2話（2012年1月20日、ANB） - 本人
- 好好!キョンシーガール〜東京電視台戦記〜 第10話（2012年12月15日、テレビ東京） - 本人
- 黒服物語 第7話（2014年12月5日、ANB） - 本人
- 食の軍師 第6話（2015年月6日、TOKYO MX） - 外国人観光客
- おっさんずラブ-リターンズ- 第5話（2024年2月2日、ANB） - 福引きイベントスタッフ

### 映画
- 日本以外全部沈没 (2006年) - 本人
- ワン・ミス・コール (2008年、アメリカ) -  Gary
- 代行教師
- GOING WEST 西へ…
- となりのサインフェルド - 日本語字幕監修
- 裸の銃を持つ男2 2/1 - 日本語字幕監修
- UFO仮面ヤキソバン
- ゲゲゲの鬼太郎 - 傘化け（声）
- ハンサム★スーツ (2008年、アスミック・エース) - 試着用ハンサムスーツの3着目
- 20世紀少年 (2009年、東宝) -  コメンテーター
- 高校デビュー (2011年、アスミック・エース) -  長嶋晴菜の妄想、長嶋晴菜の着メロ

### トーク・バラエティ・報道番組
現時点でレギュラーにて出演している報道・情報・ワイドショー番組
| 期間         | 期間          | 番組名                                       | 役職                               |
| ------------ | ------------- | -------------------------------------------- | ---------------------------------- |
| 1993年4月5日 | 2007年9月28日 | ザ・ワイド（日本テレビ）                     | 月・水・金曜日コメンテーター       |
| 1999年4月    | 2021年3月24日 | 情報プレゼンター とくダネ!（フジテレビ）     | コメンテーター兼曜日別コーナー担当 |
| 2001年10月   | 現在          | サンデージャポン（TBSテレビ）                | コメンテーター                     |
| 2002年7月    | 2010年9月     | やじうまプラス（テレビ朝日）                 | 火曜日コメンテーター               |
| 2003年7月    | 2015年3月     | たかじんのそこまで言って委員会（読売テレビ） | 準レギュラー出演                   |
| 2006年4月    | 2009年9月     | サタデースクランブル（テレビ朝日）           | コメンテーター                     |
| 2006年8月1日 | 現在          | 情報ライブ ミヤネ屋（読売テレビ）            | 隔週火曜日コメンテーター           |
| 2014年4月    | 2024年9月     | バラいろダンディ（TOKYO MX）                 | 金曜日コメンテーター               |
| 2018年10月   | 現在          | ワイド!スクランブル（テレビ朝日）            | 金曜日コメンテーター               |

バラエティ・ドキュメンタリー・音楽関連・イレギュラー番組
- レディス4（テレビ東京）
- スッキリウスのひらめき（TBS）
- J-MELO（NHK）
- デーブ&麻里の海外ドラマNAVI （WOWOW）
- ピタゴラスイッチ（ディック・ショナリー役、NHK・Eテレ）
- ウィットネスクラブ（関西テレビ）
- 壮絶バトル!花の芸能界（日本テレビ）
- 英語でしゃべらナイト（NHK）
- デーブのフライデードリーム（テレビ東京）
- 森田一義アワー 笑っていいとも! （フジテレビ）
- オレたちひょうきん族（フジテレビ） - 在日外国人のための｢日本のお作法｣講座・進行役（声は富山敬による吹き替え）
- ポンキッキーズ（フジテレビ） - 構成
- 追跡!事実は奇なりテレビの主役（テレビ東京） - 「事実は奇なり」時代のみ
- 夜はタマたマ男だけ!!（フジテレビ） - 構成
- デーブの興味しんしん（テレビ愛知）
- KYニュース（フジテレビ）
- マーメイドコレクション司会（テレビ朝日）
- ときめき夢サウンド（NHK）
- スーパーモーニング（テレビ朝日）
- スーパーJチャンネル（テレビ朝日）
- 2時っチャオ!（TBS）
- ひるおび!（TBSテレビ）
- おもいッきりDON!（日本テレビ）　　その他多数

### CM
- 日本ケロッグ
- 日産自動車「マキシマ」
- 日清食品「日清焼そばU.F.O.」 - 「UFO仮面ヤキソバン」で、敵役「ケトラー」を演じた[19]
- Cafeレストラン ガスト「アメリカンフェア」
- GREE・コナミ「スター・ウォーズ コレクション」
- セガ「バイナリードメイン」
- ECC外語学院
- 明治「明治プリン」
- ウェルネスジャパン
- TUBE 『SUMMER ADDICTION』- ナレーション
- 豆しば『豆しぱみゅぱみゆ』言いにくい篇　-   ナレーション
- サムスン電子「GALAXY Tab」- WebCM
- 大日本除虫菊
- 松下電器
- ツムラ
- JRA「スプリンターズステークス」（1996年）本木雅弘と共演
- 日本製紙「クリネックス」
- 神明「あかふじ米」（1996年）ジェフ・バーグランドと共演
- TOYO TIRES
- トヨタ自動車
- Yahoo! JAPAN
- 人権啓発
- 都市銀行
- サントリー食品インターナショナル「BOSS」 - トミー・リー・ジョーンズ、小倉優子と共演
- ソフマップ
- 富士急ハイランド
- 東京電話
- ポッカコーヒー
- マイクロソフト「オフィシャル ガジェット」
- GReeeeN「キセキ」（2008年）
- NTT「タウンページ」
- スクウェア・エニックス「メジャマジ・マーチ」- ナレーション
- 東京ガス「エネファーム」
- 富士重工業
- マドンナ・オールタイム・ベスト（ナレーション）
- ネスレ日本 キットカット「サクラサクよキャンペーン」
- エステティックTBC
- ラッキープラザ - ラッキープラザ大使
- としまえん「アイススケートリンク」（2010年 - 2011年）
- キリンビバレッジ「FIRE neo」（2012年） - 岡田准一、バナナマン、ナイツ、SHELLY、ケーシー高峰、セルジオ越後らと共演
- サントリースピリッツ「ジム・ビーム」（2014年）- PRイベント
- ソフトバンク（2015年）- PRイベント
- EMGマーケティング「ドライバーズリンク」（2016年）- PRイベント
- 総務省「国勢調査2020」（2020年）
- BASE「1つもあってない聞き間違い デーブ篇（2020年）[20]

## 著書
- 『デーブ・スペクターのアメリカ大ギモン : 全171Q! まじめでHなウルトラ雑学本』平凡社、1986年11月5日。NDLJP:12181943。
- 『ぼくの不思議の国ニッポン : このままでは21世紀に日本は沈没する』日新報道、1986年12月10日。NDLJP:12106222。
- 『これはジョークのご本です。 』集英社文庫. コバルトシリーズ 1986.6
- 『日本人は英語が得意 話せないと思い込んでいるあなたへ』(ゴマブックス) ごま書房, 1986.9
- 桐山秀樹 構成『文明退化の音がする』新潮社、1987年4月20日。NDLJP:12107176。
- 『全米スナック芸大全』(ゴマポケット) ごま書房, 1988.12
- 『英語で外人を笑わせる法』（新潮社）カセットブック、1988
- 『デーブ・スペクターのTokyo裁判』ネスコ, 1989.10
- 『英語は"ナガシマ流"でいけ』(ゴマブックス) ごま書房, 1997.11
- 『僕はこうして日本語を覚えた』同文書院, 1998.10
- 『いつも心にクールギャグを』幻冬舎, 2011.6

### 共著
- 『Mooning : あぶないエッチ語100』ティム・アーンスト共著. 学陽書房, 1988.6
- 『ニッポンの(薬物)依存  「ダメ。ゼッタイ。」では絶対にだめ!』近藤恒夫共著. 生活文化出版, 2011.4

### 翻訳
- ウィンストン・グルーム『ガンピズム :フォレスト・ガンプの生きる知恵。』真野流共訳. ソニー・マガジンズ, 1995.1
- ジェームズ・フィン・ガーナー『政治的にもっと正しいおとぎ話』田口佐紀子共訳. ディーエイチシー, 1995.12
- ジェームズ・フィン・ガーナー『政治的に正しいおとぎ話』田口佐紀子共訳. ディーエイチシー, 1995.5
- ジェームズ・フィン・ガーナー『政治的に正しいクリスマス物語』ディーエイチシー, 1996.10
- ノア・ベンシー『パン屋のヤコブ 複雑な世の中のための心やさしい哲学 こころのクスリ』DHC, 1999.5 <KS152-G391

### その他
- 可愛い類人猿（ワニブックス）
- 住めば都はるみ（コラム連載）（宝島）
- ディルバートの法則（解説）（アスキー）
- デーブ・スペクターのイノシシに抱かれたい（自筆コラム連載）（日刊スポーツ）
- デーブ・スペクターの電波障害手帳（自筆コラム連載）（東京スポーツ新聞）
- 放送禁止歌（監修）（解放出版社）

## 肩書他
- 米国ABC放送番組プロデューサーとして来日
- 全米放送連盟（NAB）所属
- 国際映画・テレビ監督労働組合（DGA）所属
- 米国テレビ・ラジオ出演労働組合n(AFTRA) 所属
- ラジオ・テレビジョンニュースディレクターズ・アソシエーション（RTNDA）所属
- 全米講演者協会（NSA）所属
- 日本外国特派員協会所属
- 在日米国商工会議所所属
- 特定非営利活動法人 日本ガーディアン・エンジェルス顧問
- ATP（社）全日本テレビ番組制作者連盟 所属
- 日本脚本家連盟 所属
- 日本放送作家協会 日本初外国人放送作家
- 大正大学非常勤講師 1997年度
- アナハイム大学 人文学名誉博士号
- 国際電気自動車シンポジューム受賞
- 文部省認定実用英語技能検定1級[21]
- 上級救命技能習得
- 立山連邦王国 建国の父